# Hilário da Conceição
Hilário Rosário da Conceição (Maputo, 19 giugno 1939) è un ex calciatore portoghese, di ruolo difensore.

## Carriera
Con la nazionale portoghese ha preso parte ai Mondiali del 1966.

## Palmarès

### Giocatore

#### Competizioni nazionali
- Campionato portoghese: 3

Sporting Lisbona: 1961-1962, 1965-1966, 1969-1970
- Coppa del Portogallo: 3

Sporting Lisbona: 1962-1963, 1970-1971, 1972-1973

#### Competizioni internazionali
- Coppa delle Coppe: 1

Sporting Lisbona: 1963-1964

### Allenatore

#### Competizioni nazionali
- Moçambola: 1

Ferroviário Maputo: 1989